# Lydia Sempere
Lydia Sempere Francés (Bañeres, 18 de noviembre de 1997) es una piloto de automovilismo española. Es la primera mujer piloto profesional con sordera bilateral profunda en España y la única mujer que compite en Europa en la Clio Cup Series.

## Trayectoria
Nació con sordera bilateral profunda y fue intervenida a los dos años para la colocación de un implante coclear, una prótesis auditiva que permite captar el sonido mediante un electrodo en el oído interno conectado a un receptor externo. Estudió Ciencias de la Actividad Física y del Deporte y comenzó su carrera profesional en el automovilismo enfrentándose tanto a los retos técnicos de la competición como a las barreras de accesibilidad derivadas de su discapacidad.
En 2021, hizo historia al convertirse en la primera mujer piloto profesional con sordera bilateral profunda en España. Desde entonces ha competido en pruebas nacionales e internacionales, destacando su participación en la Clio Cup Series, siendo la única mujer inscrita en dicha competición en Europa.
Es fundadora de la asociación Pilotar sin Barreras, una iniciativa que promueve la participación de jóvenes con discapacidad en el deporte del motor y otras disciplinas, con el objetivo de fomentar la inclusión y visibilizar referentes positivos dentro del ámbito deportivo. También ejerce como embajadora de la Fundación Adecco, con quienes colabora en campañas de sensibilización sobre empleo e inclusión de personas con discapacidad.

## Reconocimientos
En 2021, Lydia Sempere Francés recibió el Trofeo María Villota a la superación, en reconocimiento a su trayectoria como mujer piloto y a su capacidad para superar barreras personales y sociales dentro del automovilismo. Posteriormente, en 2023 fue galardonada con el Premio EVAP Joven Talento, otorgado por la Asociación de Empresarias y Profesionales de Valencia (EVAP) a jóvenes menores de 35 años cuya trayectoria resulta inspiradora y con proyección de futuro.